# 7148 Reinholdbien
A 7148 Reinholdbien (ideiglenes jelöléssel 1047 T-1) a Naprendszer kisbolygóövében található aszteroida. Cornelis Johannes van Houten,  Ingrid van Houten-Groeneveld,  Tom Gehrels fedezte fel 1971. március 25-én.